# Cyathea nigricans
Cyathea nigricans är en ormbunkeart som beskrevs av Georg Heinrich Mettenius. Cyathea nigricans ingår i släktet Cyathea och familjen Cyatheaceae. Inga underarter finns listade.